# Sala Lieber
Sala Lieber (* 11. März 1980 in Budapest) ist eine ungarische Malerin, die in Deutschland lebt.

## Werdegang
Von 1999 bis 2001 studierte Lieber an der Kunstakademie Dresden freie Malerei bei Elke Hopfe, Max Uhlig und Siegfried Klotz, bevor sie von 2001 bis 2006 ihr Studium an der Kunstakademie Düsseldorf fortsetzte, dort unter Jörg Immendorff, Gerhard Merz und Herbert Brandl. Von Brandl erhielt Sala Lieber die Ernennung zur Meisterschülerin – mit Abschluss mit Akademiebrief.
Bereits zur Zeit ihres Studiums, im Jahr 2003, erhielt sie den Auftrag der Botschaft Ungarns in Berlin zur Gestaltung des ungarischen United Buddy Bear, der seitdem auf über 30 Ausstellungen auf fünf Kontinenten gezeigt wurde.

## Rezeption
„Die Arbeiten von Sala Lieber sind geprägt von höfischen Themen und barocken Motiven, die aus einer anderen Zeit zu stammen scheinen, aber zur gleichen Zeit eine Leichtigkeit und Modernität wiederspiegeln. Dies zeigt sich in ihren opulenten und detailreichen Ölbildern, welche von leuchtender Farbigkeit bestimmt werden.“

„[... Sala Lieber] malt Bilder von barocker Farbpracht und durch das Rokoko inspirierte Ornamentik, aber hat dafür einen ganz eigenen Stil entwickelt: pfiffig, modern und oft mit einer großen Prise Humor.“

## Ausstellungen

### Einzelausstellungen
- 2013: “Ornithologen Bevorzugt”, Art Galerie7 Köln
- 2013: “Bei Tiffanys”, Art Galerie7 Köln
- 2014: “Ornithologen Bevorzugt” Kunstverein Münsterland Coesfeld
- 2015: “Bourgeoisie Surréaliste”, Cerny & Partner, Wiesbaden[6]
- 2016: Kolvenburg, Billerbeck[7], mit Katalog[8]
- 2017: “Goldene Zeiten”, Galerie Hoffmann[9][10]

### Gruppenausstellungen
- 2013: Ausstellung “Barock reloaded.” Städtische Wessenberg-Galerie, Konstanz[11]
- 2013: ART Fair Köln, mit Art Galerie7
- 2014: 67. Jahresausstellung Kunst aus Neuss, Kulturforum Neuss
- 2014: ART Kopenhagen, Galerie Hoffmann
- 2014: ART Karlsruhe, Art Galerie7
- 2015: 39. Kunst und Antiquitätentage Münster, Galerie Hovestadt
- 2015: ART Karlsruhe “One Artist Show” Art Galerie7
- 2016: “One Artist Show” Art Karlsruhe, Art Galerie 7
- 2016: Art Bodensee, Galerie Cerny und Partner
- 2016: Contemporary Art Baden-Baden, Galerie Supper
- 2016: Gruppenausstellung “Realität – Spiegelung – Traum!” – Facetten von Malerei, Art Galerie 7
- 2017: Art Karlsruhe, Art Galerie 7, zusätzlich Teilnahme an der Sonderschau Druckgrafik
- 2017: Art und Antik Messe Münster, Galerie Hovestadt[12]
- 2022: “Nachtbrötchen” – Gruppenausstellung, Amsterdam

## Auszeichnungen und Preise
- 2008: Förderpreis NRW Forum Düsseldorf, Museum Kunstpalast - Kaiserswerther Kunstpreis
- 2011/2012: “100 Frauen von Morgen”, Auszeichnung durch die Deutsche Bundesregierung
- 2019 Geförderte Einzelausstellung durch die Stiftung Findeisen. Geförderte Einzelausstellung durch die Stiftung Britta und Ulrich Findeisen in den Räumen der Stiftung für Kunst und Baukultur in Köln